# Phoenicis Lacus (Gradfeld)
Das Phoenicis Lacus-Gradfeld gehört zu den 30 Gradfeldern des Mars. Sie wurden durch die United States Geological Survey (USGS) festgelegt. Die Nummer ist MC-17, das Gradfeld umfasst das Gebiet von 90° bis 135° westlicher Länge und von −30° bis 0° südlicher Breite.
Der Name heißt übersetzt „See des Phönix“. Das Gradfeld enthält u. a. die Tharsus-Erhebung, welche durch Lavaflüsse geformt wurde. Bei den beiden Vulkanen Pavonis Mons und Arsia Mons wird vermutet, dass sie früher Gletscher besaßen, welche möglicherweise noch unter einer dünnen Schicht von Steinen verborgen sein könnten. Das bekannteste Objekt im Gradfeld ist Noctis Labyrinthus, eine Ansammlung von Canyons. Seine Wände enthalten verschiedene Steinschichten. im Dezember 2009 ergaben Forschungen das Lehm, Sulfate und Silicate enthalten sind.